# ATC-kod D01: Antimykotika
ATC-kod D01: Antimykotika är en del av klassificeringssystemet ATC (Anatomical Therapeutic Chemical Classification System) för läkemedel och vissa andra medicinska produkter. ATC utvecklas av WHO och består av alfanumeriska koder indelade i grupper utifrån anatomi, medicinsk funktion och läkemedelstyp på 5 olika kodnivåer. Denna sida utgör innehållet i en specifik grupp på nivå 2.

## D01A Utvärtes medel vid hudmykoser

### D01AA Antibiotika
D01AA01 Nystatin
D01AA02 Natamycin
D01AA03 Hachimycin
D01AA04 Pecilocin
D01AA06 Mepartricin
D01AA07 Pyrrolnitrin
D01AA08 Griseofulvin
D01AA20 Kombinationer

### D01AC Imidazo- och triazolderivat
D01AC01 Klotrimazol
D01AC02 Mikonazol
D01AC03 Ekonazol
D01AC04 Klomidazol
D01AC05 Isokonazol
D01AC06 Tiabendazol
D01AC07 Tiokonazol
D01AC08 Ketokonazol
D01AC09 Sulkonazol
D01AC10 Bifonazol
D01AC11 Metronidazol
D01AC12 Fentikonazole
D01AC13 Omoconazole
D01AC14 Sertakonazol
D01AC15 Flukonazol
D01AC16 Flutrimazol
D01AC20 Kombinationer
D01AC52 Mikonazol, kombinationer
D01AC60 Bifonazol, kombinationer

### D01AE Övriga utvärtes medel vid hudmykoser
D01AE01 Bromsalicylkloranilid
D01AE02 Metylrosanilin
D01AE03 Tribromometakresol
D01AE04 Undecylensyra
D01AE05 Polynoxylin
D01AE06 Klorfenoxietanol
D01AE07 Klorfenesin
D01AE08 Tiklaton
D01AE09 Sulbentin
D01AE10 Etylparaoxibensoat
D01AE11 Haloprogin
D01AE12 Salicylsyra
D01AE13 Selensulfid
D01AE14 Ciklopirox
D01AE15 Terbinafin
D01AE16 Amorolfin
D01AE17 Dimazol
D01AE18 Tolnaftat
D01AE19 Tolciclate
D01AE20 Kombinationer
D01AE21 Flucytosin
D01AE22 Naftifin
D01AE23 Butenafin
D01AE54 Undecylensyra, kombinationer

## D01B Invärtes medel vid hudmykoser

### D01BA Invärtes medel vid hudmykoser
D01BA01 Griseofulvin
D01BA02 Terbinafin

### Engelska
- WHO Collaborating Centre for Drug Statistics Methodology - ATC Index
- WHO Collaborating Centre for Drug Statistics Methodology - ATCvet Index

### Svenska
- SIL online
- FASS.se - ATC
- FASS.se - Veterinär-ATC
- Sök läkemedelsfakta - Läkemedelsverket
- Socialstyrelsen : Klassifikationer
- Nationellt produktregister för läkemedel - NPL